# Netzekreis

Netzekreis (in Rot), gebildet aus bei Preußen verbliebenen Teilen vormals posenscher Kreise (Czarnikau, Filehne und Kolmar) mit deren ehemaligen Grenzen (in Grau), 1919

Der Netzekreis war von 1919 bis 1945 ein Landkreis in der Grenzmark Posen-Westpreußen. Sein Verwaltungssitz war die Kreisstadt Schönlanke. Die Landschaft des Kreises war von der Eiszeit geprägt. Das Urstromtal der Netze im Süden bildete die südliche Kreisgrenze zu Polen. Heute liegt das ehemalige Kreisgebiet in der polnischen Woiwodschaft Großpolen.

## Geschichte

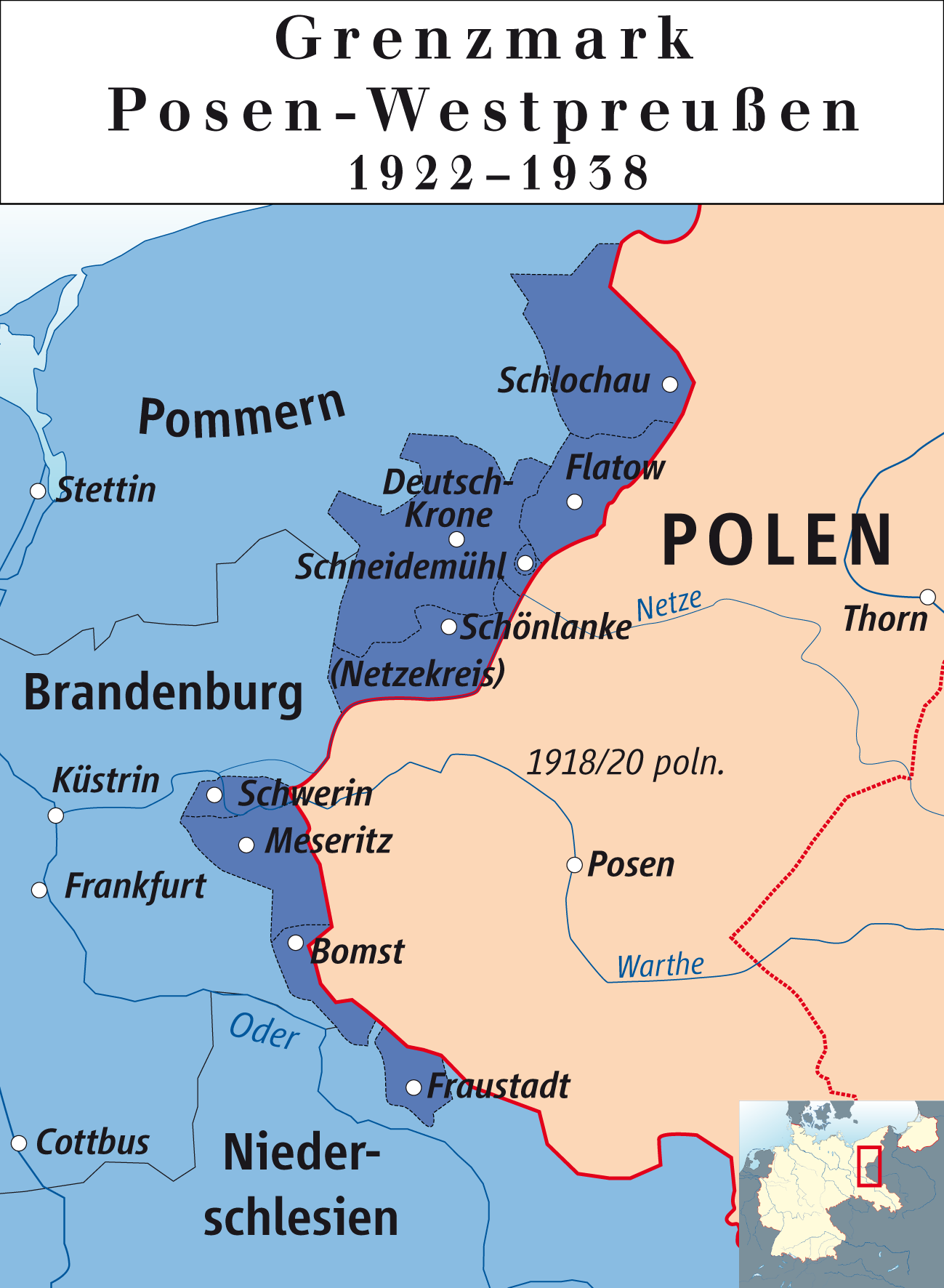
Karte der Grenzmark Posen-Westpreußen mit Netzekreis, 1922

Das Gebiet des Netzekreises gehörte im 18. Jahrhundert zum Netzedistrikt, der mit der ersten polnischen Teilung im Jahre 1772 zu Preußen kam. Von 1807 bis 1815 gehörte das Gebiet zum Herzogtum Warschau und seit 1815 zum Regierungsbezirk Bromberg der preußischen Provinz Posen.
Nach dem Ende des Ersten Weltkriegs wurden bereits vor Abschluss eines Friedensvertrages große Teile der Provinz Posen durch polnische Freischärler im Zuge des Posener Aufstands besetzt. Seit dem 2. August 1919 wurden die im Deutschen Reich verbliebenen Teile der Kreise Czarnikau, Filehne und Kolmar in Posen von Schönlanke aus gemeinsam verwaltet. Am 20. November 1919 wurde das Gebiet dem neuen Verwaltungsbezirk Grenzmark Westpreußen-Posen mit Sitz in Schneidemühl unterstellt. Der formale Zusammenschluss zum neuen Netzekreis erfolgte am 15. Dezember 1919. Zum 10. Januar 1920 trat der Versailler Vertrag in Kraft, wonach jetzt auch förmlich alle Gebiete der früheren Kreise Czarnikau, Filehne und Kolmar in Posen südlich der neuen deutsch-polnischen Grenze polnisch wurden.
Zum 11. Januar 1921 wurde der Verwaltungsbezirk „Grenzmark Westpreußen-Posen“ in „Grenzmark Posen-Westpreußen“ umbenannt. Am 1. Juli 1922 wurde aus dem Verwaltungsbezirk die neue Provinz Grenzmark Posen-Westpreußen gebildet. Deckungsgleich mit der Provinz wurde am 1. August 1922 der neue Regierungsbezirk Schneidemühl gebildet. Zum 30. September 1928 fand im Netzekreis entsprechend der Entwicklung im übrigen Preußen eine Gebietsreform statt, bei der fast alle Gutsbezirke aufgelöst und benachbarten Landgemeinden zugeteilt wurden.
Im Jahre 1936 wurde die Gemeinde Lukatz-Kreuz in Kreuz (Ostbahn) umbenannt und zur Stadt erhoben.
Am. 1. Oktober 1938 wurde der Netzekreis nach der Auflösung der Provinz Grenzmark Posen-Westpreußen in die Provinz Pommern eingegliedert. Der Regierungsbezirk Schneidemühl erhielt aus Traditionsgründen die Bezeichnung „Grenzmark Posen-Westpreußen“. Im Frühjahr 1945 wurde das Kreisgebiet von der Roten Armee eingenommen und nach Kriegsende der Volksrepublik Polen zur Verwaltung unterstellt.

## Einwohnerentwicklung
| Jahr                          | 1925            | 1933            | 1939            |
| Einwohner                     | 40.793          | 41.020          | 39.178          |
| Evangelische Katholiken Juden | 32.970 7070 491 | 33.116 7329 403 | 31.518 6896 144 |

## Politik

### Landräte
- 1918–191900Jobst Henrich von Plettenberg (1866–1921)
- 1919–193300Horst von Cornberg (1886–1943)
- 19330000000Kothe (stellvertretend)
- 19340000000Wolfgang Winkler (1902–1945) (vertretungsweise)
- 1934–194500Jochen-Hilmar von Wuthenau (1887–1965)

### Kommunalverfassung
Die Netzekreis gliederte sich in die Stadt Schönlanke, in Landgemeinden und – bis zu deren nahezu vollständigen Auflösung im Jahr 1928 – in Gutsbezirke. Mit Einführung des preußischen Gemeindeverfassungsgesetzes vom 15. Dezember 1933 sowie der Deutschen Gemeindeordnung vom 30. Januar 1935 wurde zum 1. April 1935 das Führerprinzip auf Gemeindeebene durchgesetzt. Entsprechend dem früheren Posener Recht waren die Gemeinden nicht zu Amtsbezirken, sondern zu wesentlich größeren Polizeidistrikten zusammengefasst.

## Polizeidistrikte, Städte und Gemeinden

### Polizeidistrikte
Die Landgemeinden des Netzekreises waren in den 1930er Jahren in die sechs Polizeidistrikte Groß Drensen, Kreuz, Schloß Filehne, Schneidemühl, Schönlanke I und Schönlanke II gegliedert. Die Städte des Kreises waren amtsfrei.

### Städte und Gemeinden 1945
Zum Ende seines Bestehens im Jahr 1945 umfasste der Netzekreis die beiden Städte Kreuz (Ostbahn) und Schönlanke und 57 weitere Gemeinden:
| - Ascherbude - Behle - Buchwerder - Corda - Czarnikau - Dragefeld - Ehrbardorf - Eichberg - Filehne - Fissahn - Floth - Follstein - Fratzig - Glashütte - Gornitz | - Groß Drensen - Groß Kotten - Groß Lubs - Grünfier - Hammer - Hansfelde - Hüttchen - Ivenbusch - Karlshorst - Karolina - Kienwerder - Klein Drensen - Klein Lubs - Kottenhammer - Kreuz (Ostbahn), Stadt | - Küddowtal - Lemnitz - Ludwigsdorf - Marienbusch - Mariendorf - Minettenruh - Mischke - Neu Behle - Neudorf - Neuhöfen - Niekosken - Putzig - Putzighauland - Radolin - Radosiew | - Runau - Schönlanke, Stadt - Selchow - Selchowhammer - Sophienberg - Stieglitz - Stöwen - Straduhn - Theerofen - Theresia - Usch - Usch Hauland - Wiesental - Zaskerhütte |

Im Netzekreis lagen außerdem die unbewohnten gemeindefreien Gutsbezirke Forst Behle, Forst Filehne Schloß, Forst Neuhochzeit und Forst Schönlanke.

### Namensänderungen
Durch die 1920 festgelegte Grenzziehung verblieben nur die nördlich der Netze gelegenen Teile der drei Städte Czarnikau, Filehne und Usch im Deutschen Reich. Diese Gebiete bestanden im Netzekreis als die Gemeinden Deutsch Czarnikau, Deutsch Filehne und Deutsch Usch fort. 1937 entfiel das Präfix „Deutsch“ bei diesen drei Gemeinden.